# Amata collaris
Amata collaris är en fjärilsart som beskrevs av Fabricius 1783. Amata collaris ingår i släktet Amata och familjen björnspinnare. Inga underarter finns listade i Catalogue of Life.